# テクン・ウマン

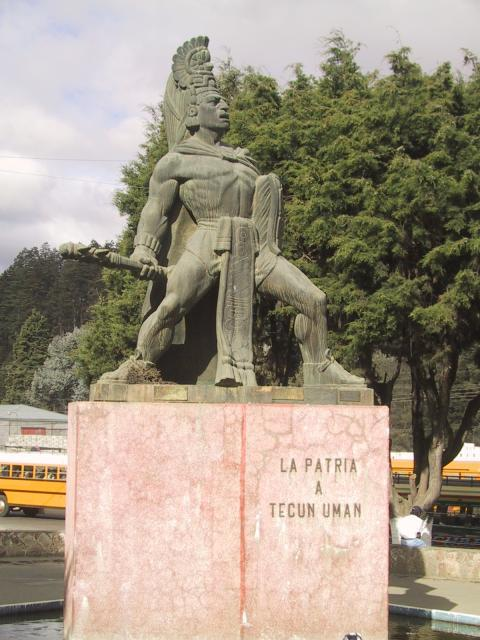
テクン・ウマンの像（ケツァルテナンゴ）

テクン・ウマン（Tecún Umán、1500年ごろ? - 1524年2月20日）は、今のグアテマラ高地に住んでいたキチェ族のマヤ人で、今のケツァルテナンゴに攻めこんできたスペインのコンキスタドールであるペドロ・デ・アルバラードと戦った人物とされる。
1960年に公式にグアテマラの国民的英雄とされ、彼が死んだとされる2月20日が記念日になっている。テクン・ウマンを記念する像や詩などさまざまなものがあるが、十分な文献が残っておらず、歴史と伝説を分離することが難しい。

## 名称
「テクン・ウマン」という名前が出現する最古の文献である『Título C'oyoi』には「偉大な首長、キチェ王ドン・キカブの孫であるテクム」(nima rajpop achij adelantado Tecum umam rey k'iche' don k'iq'ab)とあり、ウマン（umam）は名前ではなく単に「……の孫」という意味にすぎない。「ウマン」について、彼の家系を指すものであるとか、英雄に与えられる称号のひとつである「ククマム」（q'uq'umam、ケツァルの羽根を持つ老人）に由来するとか、火山の名前である「Teyocuman」に由来するなどの説が唱えられたことがある。

## アルバラードとの戦い
エルナン・コルテスはペドロ・デ・アルバラードに命じて、180名の騎兵、300名の歩兵、石弓、マスケット、大砲、大量の弾薬、および中央メキシコのトラスカラやチョルーラほかの都市出身の何千人もの同盟軍から攻勢される兵を派遣した。彼らは1523年にソコヌスコに到着した。
アルバラードの軍は太平洋岸に沿って進み、グアテマラ西部のサマラ川 (Samalá River) に到達した。ここはキチェ王国の一部分であり、キチェ軍は渡河を防ごうとしたが失敗した。渡河した後、キチェを恐れさせるために近くの集落を掠奪した。1524年2月8日、アルバラード軍はシェトゥルル（今のスチテペケス県サン・フランシスコ・サポティトラン）で戦い、キチェの弓矢によって負傷したが、町に攻めこんで市場に陣を張った。アルバラード軍はついで川上のシエラマドレ山脈に至り、ケツァルテナンゴ盆地につながる峠を越えてキチェの中心地へと進軍した。1524年2月12日、アルバラードと同盟しているメシカが峠でキチェに攻撃されて後退させられたが、それまで馬を見たことのなかったキチェはスペインの騎兵の突撃に驚いた。騎兵はキチェを追い散らし、シェラフ（今のケツァルテナンゴ）に入ったが、すでに町は放棄されていた。
一般にテクン・ウマンはその後のオリンテペケ (Olintepeque) （ケツァルテナンゴの北）近郊の戦いで死んだとされているが、スペイン側の記録ではケツァルテナンゴへ向かう途上の激しい戦いで少なくとも1人、おそらくは2人のクマルカフの領主が死亡したことが明らかである。テクン・ウマンはエル・ピナルの戦いで死んだとされ、現地の伝承ではケツァルテナンゴへの入口にある今のカンテル村 (Cantel, Guatemala) 近くのウルビナ平地で死んだとされる。アルバラードがコルテスにあてた3通めの手紙（1524年4月11日にクマルカフで書かれた）では、ケツァルテナンゴへの入口で4人のクマルカフの首長のうちひとりの死に言及している。

## 伝説
伝説によると、テクン・ウマンは高価なケツァルの羽を身につけ、彼のナワル（動物の守護精霊）であるケツァルとともに戦った。戦闘においてアルバラードとテクン・ウマンは1対1で対峙した。アルバラードは馬に乗っていたが、アメリカ州に馬はおらず、メソアメリカに使役動物は存在しなかったため、テクン・ウマンは馬と人がひとつの生き物だと思い込んで馬の方を攻撃した。伝説の別の版ではテクン・ウマンは馬と人の区別がついていたが、アルバラードを落馬させようと思って馬を攻撃した。第1撃が失敗したので第2撃を加えようとしたが、アルバラードの槍に心臓を貫かれた。彼のナワルは嘆いてテクン・ウマンの胸の上に止まり、胸の羽根を血で赤く染めて死んだ。その日以来、雄のケツァルの胸は真紅になり、歌うことはなくなった。また誰かが捕虜になると死ぬことから、ケツァルは自由の象徴となった。
別の伝説ではテクン・ウマン本人がケツァルに（あるいは金・ダイヤ・エメラルドの3つの冠を持つ鷲に）変身した。キチェ人たちはアルバラードを攻撃したが彼は強力な乙女（通常聖母マリアと関連づけられる）に護られていた。テクン・ウマンは魔法を使ってアルバラードを殺そうとして馬を殺した。アルバラード本人を殺すために第2撃を加えようとしたがアルバラードの槍に貫かれた。
さらに別の伝説では、テクン・ウマンにはアルバラードを殺すチャンスがあったが、失敗してアルバラードの手下のひとりであるアルゲタという人物に殺されたという。
かつてのキチェ王国の首都であったクマルカフ一帯の伝説では、テクン・ウマンはクマルカフから東に600メートル離れたアタヤラという小さな遺跡に葬られたとする。

## 征服の踊り
グアテマラの「征服の踊り」 (Baile de la Conquista) は、スペイン本国でムーア人の追放を記念するための「ムーア人の踊り」にもとづいた踊りで、テクン・ウマンとペドロ・デ・アルバロードの対決を中心にしており、もとのムーア人の役割がテクン・ウマンに置きかえられている。このことから、踊りの構成上先住民の軍の統率者が必要であり、テクン・ウマンはその目的を満たすために創作された人物であるという説が発生した。しかしながら、『Título Cʼoyoi』などの文献が征服の踊りが最初に踊られるよりずっと以前に存在していることから、一般的にこの説は信頼度が低いとされている。

## 史実性
テクン・ウマンの史実性は現在も議論の対象になっている。彼の実在を示す証拠のひとつはアルバラードからコルテスへの手紙であるが、この手紙は詳細を欠き、単に「ウタトランの4人の首長のひとりで、この国全体の総督であった人物が殺された。」と言っているに過ぎず、名前は記されていないし、誰によってどのように殺されたかも記されていない。
先住民による文献のいくつかは今のグアテマラへのアルバラードの到来を記しており、そのうち『Título C'oyoi』では現在の伝説に似た戦いを記述している。この文献はキチェの首長をテクン・ウマンの名で記載した最古の資料でもある。
『ポポル・ヴフ』の末尾にはキチェの首長の一覧があり、その中にはテクムという名前も見えているが、テクン・ウマンとは別人とされる。

## 栄誉
1960年3月22日、テクン・ウマンはグアテマラの国民的英雄に指定され、彼がスペインのコンキスタドールに抵抗して勇気と尊厳を示したことを毎年2月20日に祝う。
グアテマラとメキシコの国境に位置するサン・マルコス県アユトラの町にテクン・ウマンの名がつけられている (es:Ciudad Tecún Umán) 。テクン・ウマンの名を冠したホテル、レストラン、学校は数多くある。ミゲル・アンヘル・アストゥリアスは『テクン・ウマン』という題の詩を書いている。かつての50センタボ紙幣にはテクン・ウマンの肖像が描かれていた。
しかし、「グアテマラにおける先住民虐待の長い歴史を考えると、テクン・ウマンが国民的英雄とされるのは皮肉にすぎない」と考えるマヤ文化運動家によって、テクン・ウマンは時に拒絶されることもある。